# Masbate
Masbate é uma província de  primeira classe de renda da província (d) na região Região de Bicol (Região V), nas Filipinas. De acordo com o censo de 1 de maio  de  2020 possui uma população de 908 920 pessoas e 187 299 domicílios.
A sua capital é Cidade de Masbate.

## Subdivisões
Municípios
- Aroroy
- Baleno
- Balud
- Batuan
- Cataingan
- Cawayan
- Claveria
- Dimasalang
- Esperanza
- Mandaon
- Milagros
- Mobo
- Monreal
- Palanas
- Pio V. Corpuz
- Placer
- San Fernando
- San Jacinto
- San Pascual
- Uson

Cidade
- Cidade de Masbate